# Piper bangii
Piper bangii är en pepparväxtart som beskrevs av C. Dc.. Piper bangii ingår i släktet Piper och familjen pepparväxter. Utöver nominatformen finns också underarten P. b. pubinervium.